# روجيه يحرر أنجليكا
روجيه يحرر أنجليكا هي لوحة زيتية للرسام الفرنسي جان أوغست دومينيك آنغر رسمها في عام 1819 وهي الأن مملوكة من قبل متحف اللوفر.